# Charles E. Winter

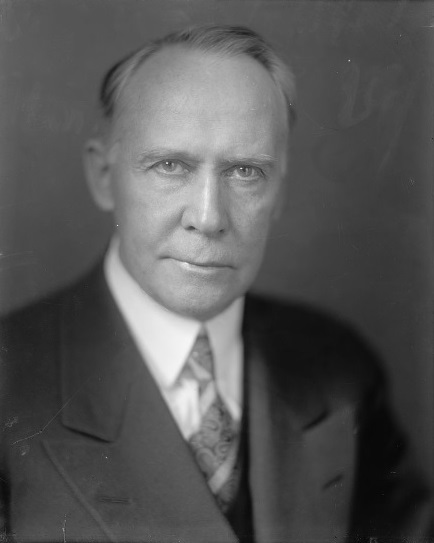
Charles E. Winter (1923)

Charles Edwin Winter (* 13. September 1870 in Muscatine, Iowa; † 22. April 1948 in Casper, Wyoming) war ein US-amerikanischer Politiker. Zwischen 1923 und 1929 vertrat er den Bundesstaat Wyoming im US-Repräsentantenhaus.

## Frühe Jahre und politischer Aufstieg
Charles Winter besuchte die öffentlichen Schulen seiner Heimat und die Iowa Wesleyan University. Danach setzte er seine Ausbildung bis 1892 an der Nebraska Wesleyan University fort. Nach einem anschließenden Jurastudium und seiner 1895 erfolgten Zulassung als Rechtsanwalt begann er in Omaha in Nebraska in seinem neuen Beruf zu arbeiten. Im Jahr 1902 zog er nach Wyoming.
Winter wurde Mitglied der Republikanischen Partei. Im Juni 1908 nahm er als Delegierter an deren Republican National Convention in Chicago teil, auf der William Howard Taft zum Präsidentschaftskandidaten nominiert wurde. Zwischen 1913 und 1919 war Charles Winter Richter im 6. Gerichtsbezirk von Wyoming. Im Jahr 1919 trat er von diesem Amt zurück und arbeitete als Rechtsanwalt in seiner neuen Heimatstadt Casper.

## Winter im US-Kongress
Bei den Kongresswahlen des Jahres 1922 wurde Winter als Nachfolger von Franklin Wheeler Mondell in das US-Repräsentantenhaus gewählt. Dort vertrat er Wyoming zwischen dem 4. März 1923 und dem 3. März 1929 für drei Legislaturperioden. Im Jahr 1928 verzichtete er auf eine erneute Kandidatur. Stattdessen bewarb er sich erfolglos um einen Sitz im US-Senat.
In den Jahren 1932 und 1933 war Charles Winter Attorney General in Puerto Rico. Laut seiner Biografie beim US-Kongress hat Winter dort auch als kommissarischer Gouverneur amtiert. Diese Angabe wird aber in den gängigen Gouverneurslisten und bei der National Governors Association nicht bestätigt. Dort wird sein Name nicht aufgeführt. Nach seiner Tätigkeit als Attorney General praktizierte Winter wieder als Anwalt. Er starb im Jahr 1948.